# Secret Garden (album d'Angra)
Pour les articles homonymes, voir Secret Garden.
 (août 2015).
Si vous disposez d'ouvrages ou d'articles de référence ou si vous connaissez des sites web de qualité traitant du thème abordé ici, merci de compléter l'article en donnant les références utiles à sa vérifiabilité et en les liant à la section « Notes et références ».
Secret Garden est le huitième album du groupe de metal brésilien Angra. C'est le premier album avec Fabio Lione au chant. Il est sorti en 2014.

## Liste des morceaux
1. Newborn Me
2. Black Hearted Soul
3. Final Light
4. Storm of Emotions
5. Violet Sky
6. Secret Garden
7. Upper Levels
8. Crushing Room
9. Perfect Simmetry
10. Silent Call

## Musiciens
- Fabio Lione : Chant
- Rafael Bittencourt : Guitares
- Kiko Loureiro : Guitares
- Felipe Andreoli : Basse
- Bruno Valverde : Batterie